# Палијум
Палијум (лат. pallium) представља уску траку од беле вуне која се носи на раменима и има спреда и позади по једну траку која слободно пада. Првобитно је био лента највиших чиновника Царства коју је додељивао цар. Преношењем управних овлашћења епископима, папа је добио право да га дели, али само уз цареву сагласност. У раном средњем веку је постао знак папске власти и додељиван је као нека врста одликовања. У 9. веку власт архиепископа је умањена, а додељивање палијума означено је као знак папског признања приликом избора новог архиепископа. Приликом додељивања палијума плаћала се једнократна такса. Од времена папе Паскала II (почетак 12. века) уз додељивање палијума иде и заклетва послушности папи, обавеза личног доласка по палијум и обавеза периодичног посећивања Рима.